# Zosimos (alkemist)
För fler artiklar om Zosimos, se Zosimos

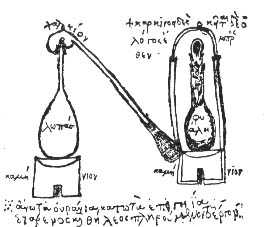
Ett slags destillationsapparat beskriven av Zosimos

Zosimos, grekisk alkemist från Panopolis som levde och verkade i Alexandria på 300-talet e.Kr. Han brukar kallas "Zosimos av Panopolis" för att skilja honom från en historieskrivare som också bar namnet Zosimos. Han är känd för att vara den förste alkemist av vilken man har autentiska skrifter bevarade, samt för att ha sammankopplat den tidigare mest praktiskt inriktade alkemin med hermetismen.  Han ska ha författat ett encyclopediskt verk om alkemi, varav endast några utdrag finns kvar. Bland dessa är de viktigaste "Om den stora bokstaven omega" och redogörelser för ett antal drömmar som på ett allegoriskt sätt beskriver olika alkemiska processer. En sådan redogörelse kan se ut så här:
"Och jag såg en offerpräst som stod framför mig ovanför ett flaskformigt altare. Upp till detta altare, där prästen stod, ledde 15 trappsteg. Och jag hörde en röst från ovan som sade till mig:
- Jag har fullgjort nedstigandet för dessa femton mörkerstrålande trappsteg, och uppstigandet för trappstegen som gnistrar av ljus. Och prästen är också den som förnyar mig och stöter bort den kroppsliga tjockheten, och helgad av nödvändigheten och varande själ görs jag fullständig.
Och när jag hörde hans röst som var i flaskaltaret begärde jag av honom att få veta vem han var. Stammande svarade han mig och sade:
- Jag är Ion, de innersta helgedomarnas präst, och jag överlever olidligt våld. Ty i gryningen kom någon springande och övermannade mig, spetsade mig med ett svärd och slet mig i stycken enligt harmonins lag och högg sedan av mitt huvud med svärdet som han svingade. Han mosade ihop mina ben med mitt kött och brände mig med eld från händerna tills jag, sedan kroppen blivit transformerad, skulle förstå att bli själ. Detta är mitt olidliga våld.
Och medan han sade detta till mig och jag tvingade honom att tala hade hans ögon blivit blodiga, och han kräktes upp allt sitt kött. Och jag såg att han hade blivit förändrad till en lemlästad homunculus, och han tuggade sig själv med tänderna och föll ihop." (Zosimos, X.2)
Sådana drömsyner spelade en viss roll för C.G. Jung när han utvecklade sina teorier om det kollektiva omedvetna och arketyper. Tyvärr finns ännu inte någon fullständig översättning av Zosimos texter till svenska eller engelska, men väl en fransk utgåva med titeln Memoires Authéntiques.